# Sottens

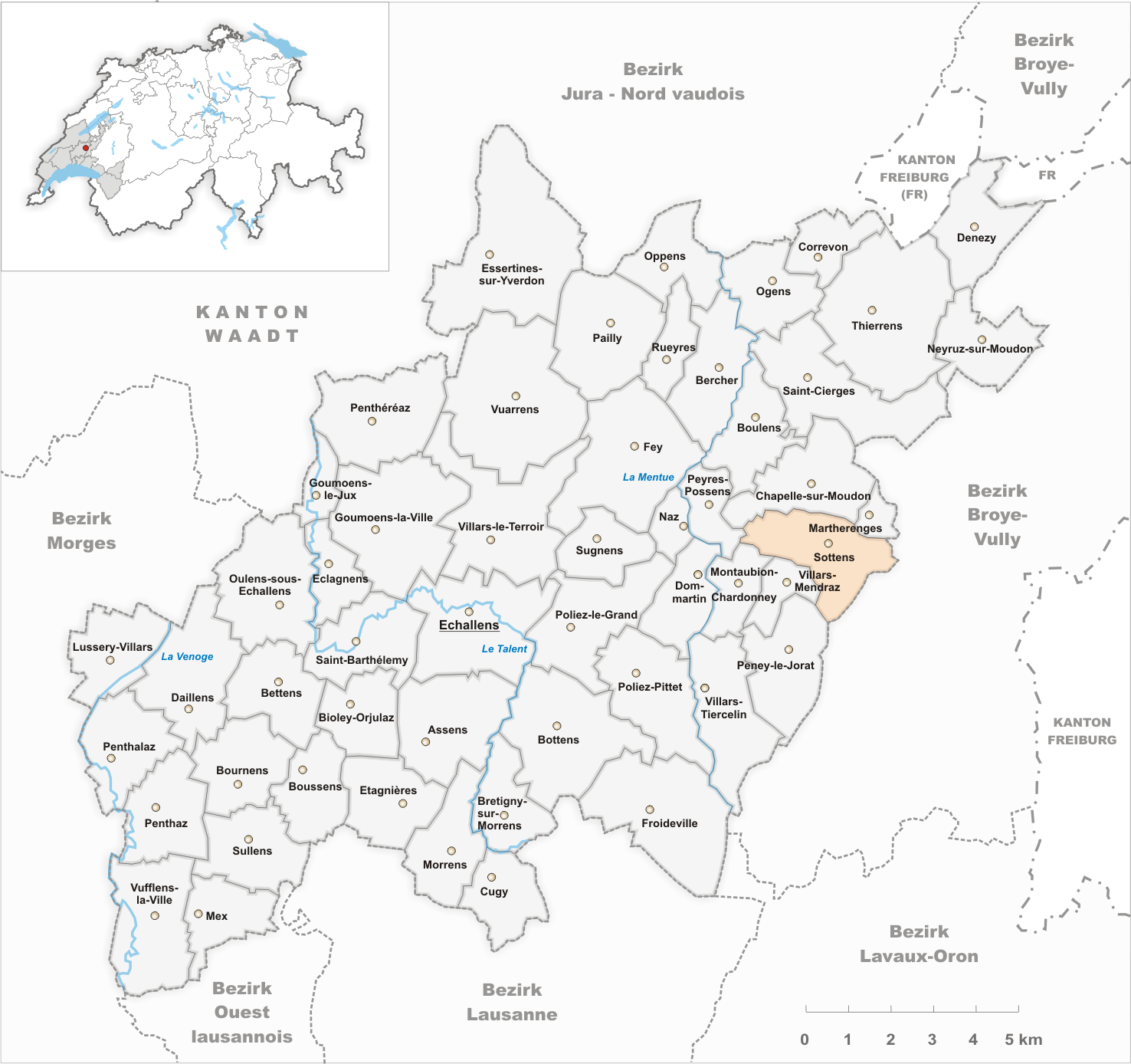
Gemeindestand vor der Fusion am 30. Juni 2011

Sottens war eine politische Gemeinde im Distrikt Gros-de-Vaud des Kantons Waadt in der Schweiz. Sottens fusionierte am 1. Juli 2011 mit den Gemeinden Montaubion-Chardonney, Peney-le-Jorat, Villars-Mendraz und Villars-Tiercelin zur neuen Gemeinde Jorat-Menthue.

## Geographie
Sottens liegt auf 755 m ü. M., 17 Kilometer nordöstlich der Kantonshauptstadt Lausanne (Luftlinie). Das Haufendorf erstreckt sich auf einer breiten Hochfläche nördlich des Jorat, zwischen den Taleinschnitten der Mentue im Westen und der Mérine im Osten, im Molassehügelland des nördlichen Waadtländer Mittellandes.
Die Fläche des 4,5 km² grossen ehemaligen Gemeindegebiets umfasst einen Abschnitt des Hochplateaus zwischen der Mentue und dem mittleren Broyetal. Der Hauptteil des Gebietes wird vom Hochplateau eingenommen, das westlich des Dorfes durch Kuppen und Mulden (darunter das ehemalige Sumpfgebiet Le Marais) leicht gegliedert ist. Der höchste Punkt von Sottens wird auf dem Hügel La Crêta mit 793 m ü. M. erreicht. Ganz im Westen, oberhalb von Peyres-Possens, befindet sich eine grössere Kies- und Sandgrube. Der auf dem Gemeindegebiet entspringende Bach Mérine hat südlich des Dorfes im Lauf der Jahrmillionen ein Erosionstal in die Molasseschichten eingegraben. Die Mérine mit ihren beiden Zuflüssen Tenette (im Norden) und Ruisseau de Neyrevaux (im Süden) hat das östliche Gemeindegebiet in die Plateaus des Trimont (756 m ü. M.) und des Bois de Ban (782 m ü. M.) untergliedert. Von der Gemeindefläche entfielen 1997 7 % auf Siedlungen, 30 % auf Wald und Gehölze und 63 % auf Landwirtschaft.
Zur Gemeinde Sottens gehörten mehrere Einzelhöfe. Nachbargemeinden von Sottens waren beginnend im Norden im Uhrzeigersinn Chapelle-sur-Moudon, Martherenges, Moudon, Hermenches, Villars-Mendraz, Montaubion-Chardonney und Peyres-Possens.

## Bevölkerung
Mit 256 Einwohnern (Stand 31. Dezember 2010) gehörte Sottens zu den kleinen Gemeinden des Kantons Waadt. Von den Bewohnern sind 85,7 % französischsprachig, 7,1 % deutschsprachig und 5,7 % portugiesischsprachig (Stand 2000). Die Bevölkerungszahl von Sottens belief sich 1900 auf 195 Einwohner. Danach wurde bis 1970 eine Abnahme auf 153 Einwohner verzeichnet; seither stieg die Bevölkerungszahl wieder deutlich an.

## Wirtschaft
Sottens war bis Mitte des 20. Jahrhunderts ein vorwiegend durch die Landwirtschaft geprägtes Dorf. Noch heute haben der Ackerbau, der Obstbau und die Viehzucht eine gewisse Bedeutung in der Erwerbsstruktur der Bevölkerung. Weitere Arbeitsplätze sind im lokalen Kleingewerbe und im Dienstleistungssektor vorhanden. Durch die Erstellung neuer Einfamilienhäuser in den letzten Jahrzehnten hat sich das Dorf auch zu einer Wohngemeinde entwickelt. Einige Erwerbstätige sind deshalb Wegpendler, die in den umliegenden grösseren Ortschaften arbeiten.

### Landessender

Luftaufnahme des Landessenders Sottens (1952)

Sottens wurde bekannt als Standort des Landessenders Sottens für die französischsprachige Schweiz, der seinen Betrieb 1931 aufnahm. Dieser Sender wurde auf der Mittelwellenfrequenz 765 kHz mit einer Leistung von 600 Kilowatt betrieben und war während der Nachtstunden in weiten Teilen Europas zu hören. Als Sendeantenne kam seit 1989 eine an einem 188 Meter hohen und freistehenden, geerdeten Stahlfachwerkturm befestigte Reusenantenne mit Mittelspeisung zum Einsatz. Vor 1989 war ein 190 Meter hoher selbststrahlender Stahlfachwerkturm als Sendeantenne in Gebrauch. Empfangsberichte wurden von der Station, die zuletzt das Programm Option Musique von Radio Suisse Romande ausstrahlte, bestätigt. Der Betrieb des Senders wurde am 1. Januar 2011 um 00:00 eingestellt.
Siehe auch:
Landessender Beromünster, Landessender Monte Ceneri, Savièse

## Verkehr
Sottens liegt abseits der grösseren Durchgangsstrassen an einer Verbindungsstrasse von Echallens nach Moudon. Durch die Autobusse, die auf der Strecke von Moudon via Villars-Mendraz nach Thierrens sowie von Thierrens nach Froideville verkehren, ist Sottens an das Netz des öffentlichen Verkehrs angebunden.

## Geschichte
Die erste urkundliche Erwähnung des Ortes erfolgte 1147 unter dem Namen Sotens. Später erschienen die Bezeichnungen Sothens (1161), Setens ebenfalls noch im 12. Jahrhundert und Soutens (1453). Der Ortsname ist auf den burgundischen Personennamen Sota, ein volkstümlicher Kurzname für Sauthaharius, zurückzuführen und bedeutet bei den Leuten des Sota.
Seit dem 14. Jahrhundert befand sich Sottens im Einflussbereich der Herzöge von Savoyen. Mit der Eroberung der Waadt durch Bern im Jahr 1536 gelangte das Dorf unter die Verwaltung der Landvogtei Moudon. Nach dem Zusammenbruch des Ancien Régime gehörte Sottens von 1798 bis 1803 während der Helvetik zum Kanton Léman, der anschliessend mit der Inkraftsetzung der Mediationsverfassung im Kanton Waadt aufging. 1798 wurde es dem Bezirk Moudon zugeteilt. Sottens besitzt keine eigene Kirche, es gehört zur Pfarrei Chapelle-sur-Moudon.